# Alliance Bouaké
L'Alliance Bouaké est un club de football de la ville de Bouaké, située au centre de la Côte d'Ivoire.
En 2008, le club évolue en Championnat de division régionale, équivalent d'une « 4e division » . Il dispute ses matches au Stade de Bouaké d'une capacité de 25 000 à 35 000 places.

## Palmarès
- Coupe de Côte d'Ivoire (1)
  - Vainqueur : 2001 (contre l'ASC Bouaké)
  - Finaliste : 1977